# Мюнцкабинет
Мюнцкабинетът (на немски: Münzkabinett, от Munze – монета) е систематизирана на научен принцип сбирка от монети, медали, банкноти, исторически инструменти за сечене на монети и други обекти, представляващи интерес за нумизматите.
Мюнцкабинети се наричат и специализираните шкафове с различни размери, в които се съхраняват нумизматични колекции.
Повече мюнцкабинети през Средновековието са собственост на аристократични фамилии. През шестнадесети век мюнцкабинетите в Европа наброяват над 950, като през деветнадесето столетие повечето от тези сбирки отварят врати и за широката публика. Подробен списък на мюнцкабинетите от всички страни се съдържа в справочника „Световни музеи“ (Museums of the World. Pullach bei Mnchen/1973).
Към днешна дата мюнцкабинети има в големи европейски градове: Лондон (Британския музей), Берлин (Мюнцкабинет Берлин), Париж (Националната библиотека), Санкт Петербург (Ермитажа), Виена (Музея на изкуството). Най-голямата такава сбирка в България се намира в Археологическия музей, София. Колекциите са както с различен хронологически, така и тематичен акцент.